# Sunlight Chambers

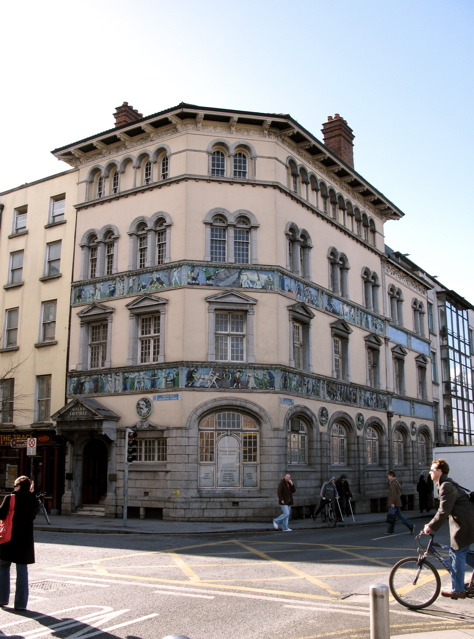
Sunlight Chambers (Blick von Nordosten)

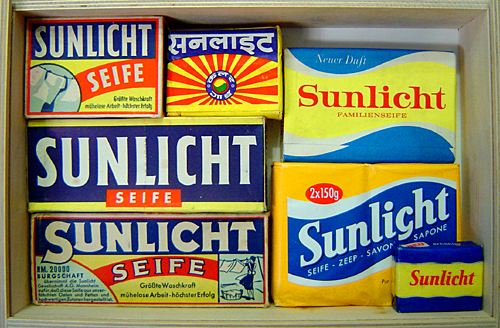
Sunlight/Sunlicht-Seifen aus verschiedenen Ländern

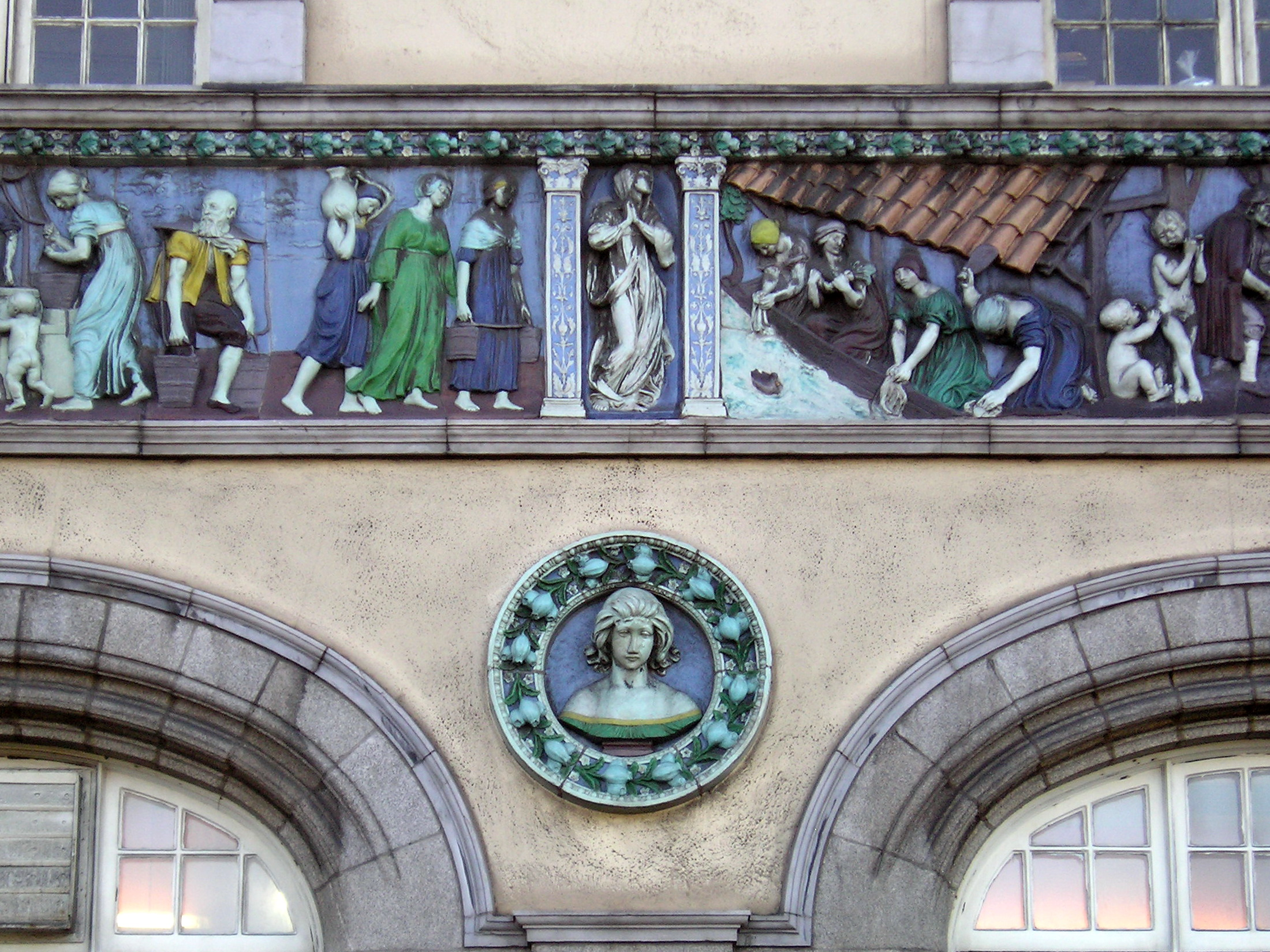
Fassadendetail

Sunlight Chambers ist der Name eines denkmalgeschützten Büro- und Geschäftsgebäudes im Stadtviertel Temple Bar in Dublin (20-21 Parliament Street, Ecke Essex Quay). Benannt ist es nach der Seifenmarke Sunlight (deutsch Sonnenlicht) der britischen Firma Lever Brothers.

## Geschichte
Die Firma Lever Brothers wurde 1895 von William Hesketh Lever und seinem Bruder James in der Nähe von Liverpool gegründet. Zum bekanntesten Produkt wurde bald Sunlight, die weltweit erste abgepackte Markenwaschseife. Eine Besonderheit von Sunlight war, dass bei der industriellen Produktion anstatt der bis dahin üblichen tierischen Fette pflanzliche Öle wie beispielsweise Palmöl verwendet wurden.
Als Lever Brothers eine Niederlassung in Dublin gründen wollten, pachteten sie 1899 ein Grundstück am Ufer des Liffey direkt gegenüber der Grattan Bridge auf 150 Jahre für eine Pacht von 43 £ pro Jahr und beauftragten den Architekten Edward Ould aus Liverpool mit der Errichtung eines repräsentativen Firmengebäudes. Ould hatte für die Firma zuvor schon in der Nähe von Liverpool verschiedene Gebäude für die Werkssiedlung Port Sunlight entworfen. Während des Baus wurde Ould als auswärtiger Architekt von seinen Kollegen in Dublin angefeindet. Nach der Fertigstellung 1902 bezeichnete der Irish Builder die Sunlight Chambers als „das hässlichste Gebäude in Dublin“, einige Jahre später als „protzig und armselig“.
Nach den Lever Brothers waren in den Sunlight Chambers u. a. die irische Steuerbehörde (Revenue Commissioners) und der irische Dachverband für Pferderennen (Racing Board) untergebracht. Heute befindet sich das Gebäude im Besitz einer Rechtsanwaltskanzlei, die hier auch ihre Büros hat.
Ende der 1990er Jahre wurden die Sunlight Chambers umfassend restauriert.

## Gestaltung
Ould entwarf die Sunlight Chambers in einem für Dublin unüblichen, italienisch anmutenden Stil. Im ursprünglichen Zustand handelte es sich um ein vierstöckiges Gebäude mit zwei Fensterachsen auf der Ostseite (Parliament Street), einer abgeschrägten Ecke und drei Fensterachsen in Norden (Essex Quay). Das Walmdach verfügt in diesem Bereich über eine überstehende Traufe mit figürlich gestalteten hölzernen Konsolen. Später wurde das Gebäude im Westen durch einen dreistöckigen Anbau mit zwei Fensterachsen erweitert, der stilistisch an das Hauptgebäude angeglichen wurde.
Für die tragende Struktur des Gebäudes griff Ould auf die damals moderne Stahlskelettbauweise zurück.
Die Fassade besteht im Erdgeschoss aus rustiziertem Granit, in den oberen Stockwerken sind die Wände bis auf die steinernen Fensterumrandungen aus Portland-Kalkstein verputzt. Die verputzten Flächen waren ursprünglich pfirsichfarben gestrichen. Zu Beginn der Restaurierung verfügten sie über einen stark verschmutzten, ehemals weißen Anstrich. Letztendlich entschieden sich die Architekten dann für einen gelblichen Farbton. Die Farbe enthält ein spezielles schwarzes Pigment, das einer erneuten Verschmutzung entgegenwirken soll. Außerdem soll die neue Farbe die violett-bläulichen Keramikfriese (siehe unten) besser zur Geltung kommen lassen.
Im Erdgeschoss sind die Fenster (außer an der schmalen Ostseite) als breite Bogenfenster ausgeführt, im ersten Stock als große rechteckige Fenster mit relativ schlichten Ädikulä. Das zweite und dritte Obergeschoss sind mit Biforien ausgestattet, denen im obersten Stockwerk zusätzlich eine durchgehende Arkadenreihe vorgesetzt wurde, die lediglich an den Gebäudeecken unterbrochen ist.
Das Dach ist mit terrakottafarbenen Dachziegeln gedeckt. Bei der Restaurierung konnten 80 % der originalen Ziegel wiederverwendet werden, der Ersatz für die übrigen 20 % wurde aus Italien importiert.
Der Eingang befindet sich auf der Ostseite und verfügt über eine reich verzierte Portalädikula mit ionischen Pilastern.
Markantestes Detail der Fassade sind zwei Friese aus reliefartig modellierter und farbig glasierter Keramik im ersten und zweiten Stock. Diese Reliefs wurden von dem Bildhauer und Töpfer Conrad Dressler aus Buckinghamshire geschaffen. Auf insgesamt 12 Paneelen wird die Geschichte der Hygiene dargestellt. Zu den gezeigten Motiven gehören vor allem die verschiedenen Arbeitsschritte bei Wäschewaschen. Aber auch thematisch weniger naheliegende Szenen werden dargestellt, wie etwa pflügende Bauern oder Arbeiter beim Mauern eines Bogens. Vermutlich sollten diese Motive das Schmutzigwerden der dann zu waschenden Wäsche symbolisieren. Ergänzt werden diese Friese durch vier separate Rundreliefs mit Frauenbüsten im Erdgeschoss. Der Maler und Buchautor Peter Pearson sieht in dieser Gebäudedekoration eine Referenz an die Kunst der Renaissance, speziell diejenige von Luca della Robbia.
Im Bereich des späteren Anbaus im Westen sind die Friese nicht als bunte Reliefs ausgeführt, sondern bestehen aus einfachen blauen Keramikfliesen.
Bei der Restaurierung in den 1990er Jahren wurden auch die Keramikfriese neu bemalt und glasiert.
Im Gegensatz zur repräsentativen Fassade ist das Innere der Sunlight Chambers eher schlicht gehalten.

## Weiteres Gebäude gleichen Namens
Praktisch zur gleichen Zeit wie in Dublin ließen Lever Brothers auch in Newcastle upon Tyne am Bigg Market (Ecke High Bridge) (⊙) eine Niederlassung errichten, die ebenfalls den Namen Sunlight Chambers erhielt. Die Architekten waren hier William und Segar Owen. Auch diese beiden (Vater und Sohn) hatten bereits Gebäude für Port Sunlight entworfen, beispielsweise die kongregationalistische Christ Church.
Obgleich in unterschiedlichen Stilen gebaut, haben beide Sunlight Chambers einige Gemeinsamkeiten. So handelt es sich in beiden Fällen um repräsentativ gestaltete Eckbauten mit dem Eingang an der schmäleren Seite. Auch die Sunlight Chambers in Newcastle wurden zwischen Erdgeschoss und erstem Stock mit einem umlaufenden Fries versehen, der allerdings aus Mosaik besteht und Szenen aus Ernte und Industrie zeigt. Auch dieses Gebäude steht unter Denkmalschutz (Grade II).